# Claws (Band)
Claws ist eine finnische Death-Metal-Band aus Joensuu, die im Jahr 2008 gegründet wurde.

## Geschichte
Die Band wurde im August 2008 von Lasse Pyykkö gegründet, welcher sämtliche Instrumente spielt. Kurze Zeit später kam sein Freund Billy Nocera hinzu, der die Songtexte für die Lieder schrieb. Pyykkö nahm die EP The Funeral Barge auf, die im Jahr 2009 über Doomentia Records erschien. Im selben Jahr erschien außerdem das Debütalbum Absorbed in the Nethervoid. Die LP-Version erschien bei Doomentia Records, während die CD-Version bei Razorback Records erschien.

## Stil
Die Band spielt klassischen Death Metal, der mit Gruppen wie Abhorrence oder der schwedischen Band Crematory vergleichbar ist.

## Diskografie
- 2009: Absorbed in the Nethervoid (Album, Doomentia Records (LP), Razorback Records (CD))
- 2009: The Funeral Barge (EP, Doomentia Records)
- 2011: Pestilent Formation (Split mit Grave Wax, Horror Pain Gore Death Productions)